# Dubyaea oligocephala
Dubyaea oligocephala là một loài thực vật có hoa trong họ Cúc. Loài này được (Sch.Bip.) Stebbins mô tả khoa học đầu tiên năm 1937.